# جون هاتن
جون هاتِن (انگلیسی: June Hutton؛ ۱۱ اوت ۱۹۲۰ – ۲ مهٔ ۱۹۷۳) یک نوازنده، و خواننده اهل ایالات متحده آمریکا بود.